# 茶臼山 (桐生市)
茶臼山（ちゃうすやま）は、群馬県桐生市にある山。標高294m。ぐんま百名山の一つ。

## 概要
桐生市南部、渡良瀬川右岸の広沢町三丁目に位置する。桐生市から太田市にかけて広がる茶臼山丘陵（広沢丘陵、狭義の八王子丘陵）の最高峰である。山頂に各テレビ局の桐生中継局があり、西に荒神山、黒石峠、北西に群馬県立桐生南高等学校、岡の上団地、北に常薫寺、大雄院、北東に八王子神社、宝珠院、南東に八王子山、籾山峠、桐生市南公園、南に群馬県立東毛青少年自然の家、藪塚温泉がある。
登山口は、国道50号広沢町三丁目交差点南の一木口、大雄院口、国道50号広沢高架橋下交差点南の姥沢口、宝珠院口、群馬県道332号桐生新田木崎線沿いの籾山峠口がある。

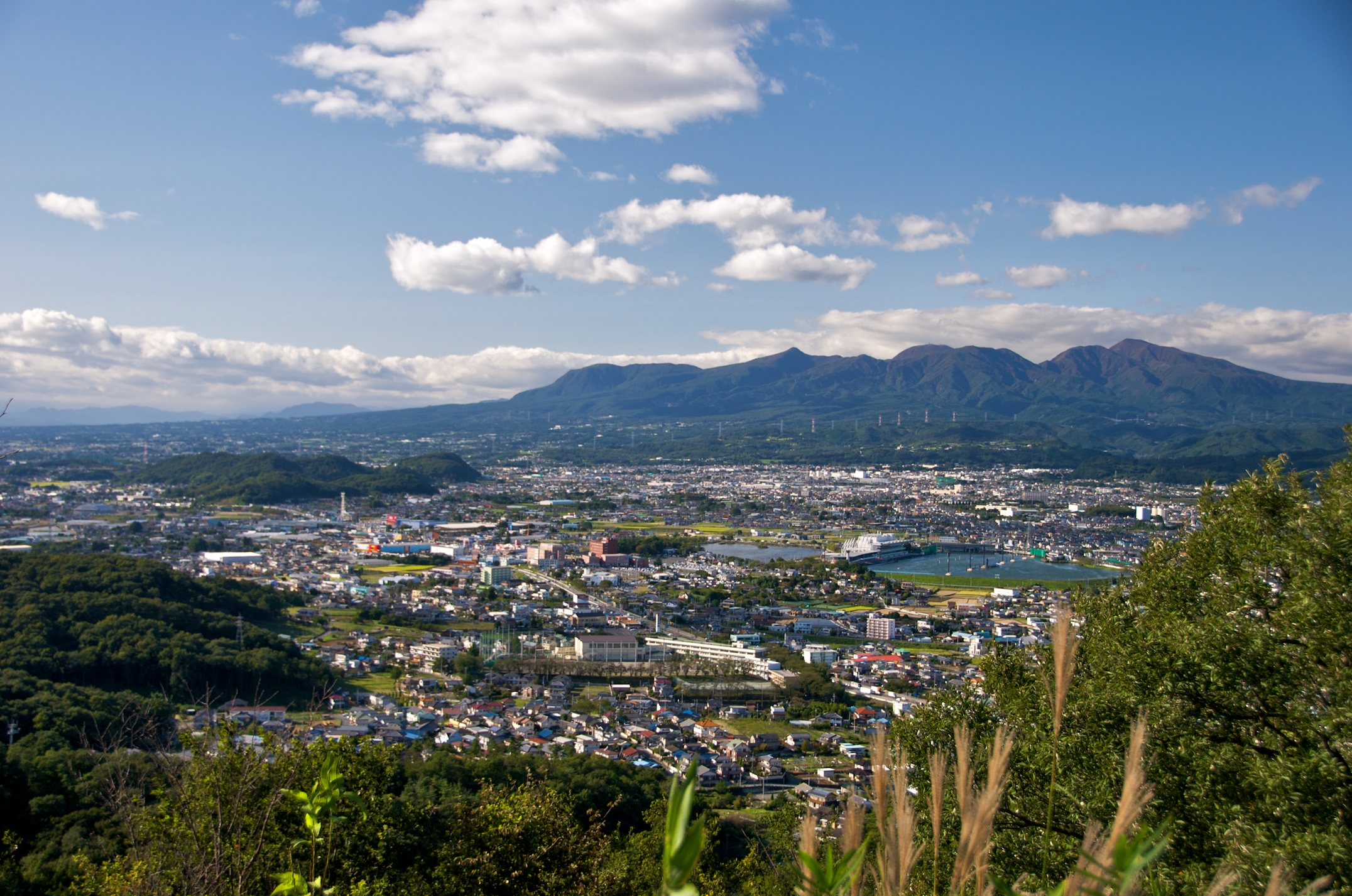
茶臼山から北西を望む、後方は赤城山